# 栗额金刚鹦鹉
栗额金刚鹦鹉（學名：Ara severa）是小型金刚鹦鹉中较大的。体长48厘米，寿命可达30年。食物为壳物种子、水果以及绿色植物。主体颜色为绿色，额头栗色，头顶蓝色。语言能力尚可。分布在巴拿马、波利维亚等地。栖息于的开阔森林，喜欢洗澡。每次产卵3-4颗，平均约为3颗，孵化期约26天，羽化期3个月。

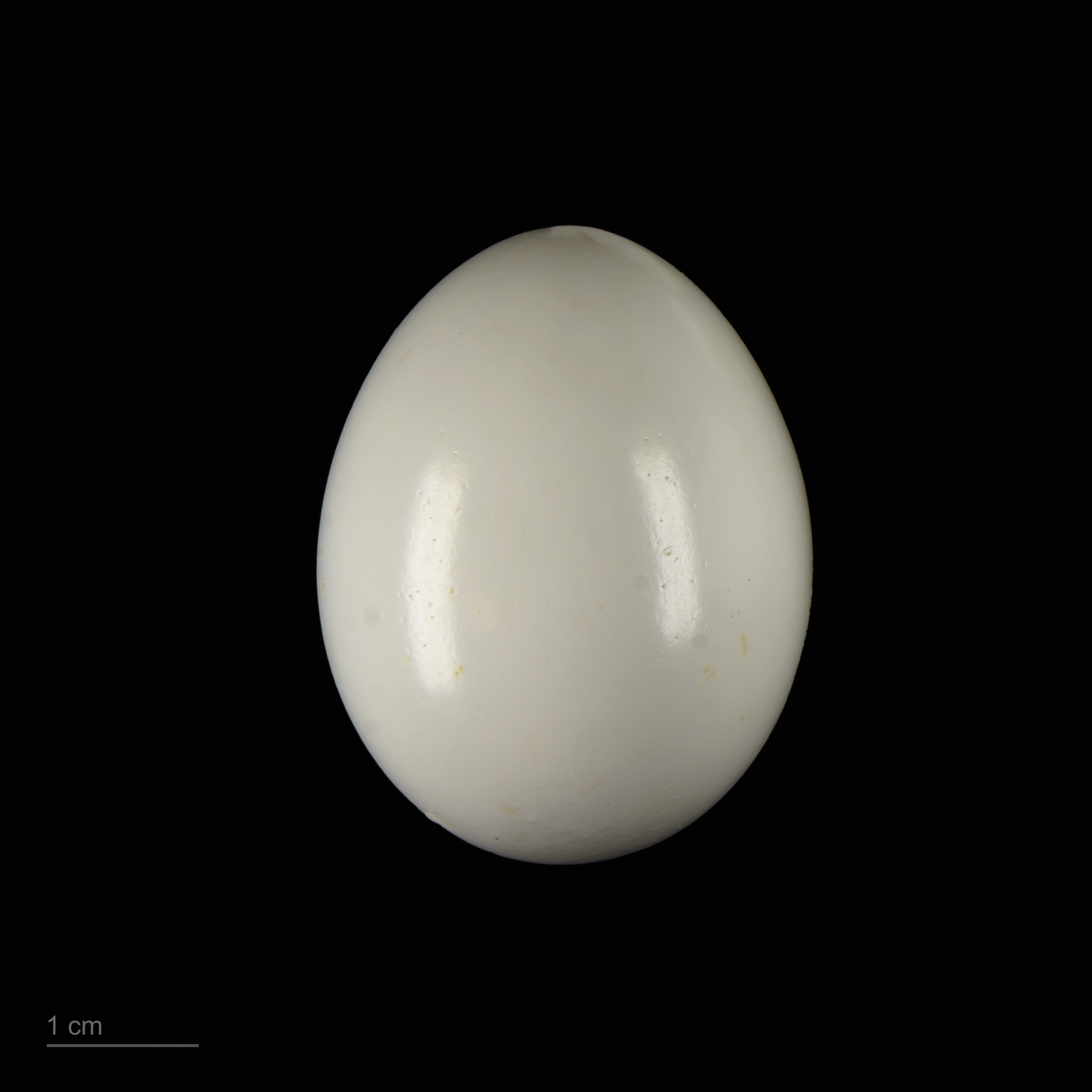
卵 Ara severus